# Notocirrus spinifera
Notocirrus spinifera är en ringmaskart som först beskrevs av Moore 1906.  Notocirrus spinifera ingår i släktet Notocirrus och familjen Oenonidae. Inga underarter finns listade i Catalogue of Life.